# Miha Žvižej
Miha Žvizej (Celje, 6 de noviembre de 1987) es un jugador de balonmano esloveno que juega de pívot en el Team Tvis Holstebro de la 888ligaen y en la selección de balonmano de Eslovenia. 
Es hermano de Luka Žvižej, quien también es jugador de balonmano.

## Palmarés

### Gorenje Velenje
- Liga de balonmano de Eslovenia (1): 2009

## Clubes
- Gorenje Velenje ( -2010)
- Bjerringbro-Silkeborg (2010-2012)
- Fenix Toulouse HB (2012-2016)
- Montpellier HB (2016-2017)[2]
- Ribe-Esbjerg HH (2017-2022)
- Team Tvis Holstebro (2022- )